# Rumoi (stad)
Rumoi (Japans: 留萌市, Rumoi-shi) is een Japanse stad in de prefectuur Hokkaido. In 2014 telde de stad 23.023 inwoners. Het is de hoofdstad van de gelijknamige subprefectuur Rumoi.

## Geschiedenis
Op 1 oktober 1947 werd Rumoi benoemd tot stad (shi). 

## Partnersteden
- Oelan-Oede, Rusland

Subprefecturen:
Hidaka · Hiyama · Iburi · Ishikari · Kamikawa · Kushiro · Nemuro · Okhotsk · Oshima · Rumoi · Shiribeshi · Sorachi · Soya · Tokachi

Steden:
Abashiri · Akabira · Asahikawa · Ashibetsu · Bibai · Chitose · Date · Ebetsu · Eniwa · Fukagawa · Furano · Hakodate · Hokuto · Ishikari · Iwamizawa · Kitahiroshima · Kitami · Kushiro · Mikasa · Monbetsu · Muroran · Nayoro · Nemuro · Noboribetsu · Obihiro · Otaru · Rumoi · Sapporo (hoofdstad) · Shibetsu · Sunagawa · Takikawa · Tomakomai · Utashinai · Wakkanai · Yubari